# Rue de la Petite-Truanderie
Rue de la Petite-Truanderie är en gata i Quartier des Halles i Paris första arrondissement. Gatans namn är av oklart ursprung. Rue de la Petite-Truanderie börjar vid Rue Mondétour 16 och slutar vid Rue Pierre-Lescot 11 och Rue de la Grande-Truanderie.

## Omgivningar
- Saint-Leu-Saint-Gilles
- Saint-Gervais-Saint-Protais
- Rue de la Grande-Truanderie
- Rue du Cygne
- Rue Rambuteau
- Rue des Prêcheurs
- Rue de la Cossonnerie

## Bilder
| - Gatuskylt. - Saint-Leu-Saint-Gilles. - Saint-Gervais-Saint-Protais. |

## Kommunikationer
- Tunnelbana – linje  – Étienne Marcel
- Busshållplats Sébastopol – Étienne Marcel – Paris bussnät

### Webbkällor
- ”Rue de la Petite-Truanderie”. Mairie de Paris. https://web.archive.org/web/20150910050244/http://www.v2asp.paris.fr/commun/v2asp/v2/nomenclature_voies/Voieactu/7286.nom.htm. Läst 22 oktober 2023.
- ”Rue de la Petite-Truanderie (1er arrondissement)”. Les rues de Paris. https://web.archive.org/web/20190826183939/http://www.parisrues.com/rues01/paris-01-rue-de-la-petite-truanderie.html. Läst 22 oktober 2023.